# The Life On My Own - La vita a modo mio
The Life On My Own - La vita a modo mio è un video pubblicato nel 1997 in VHS, contenente una presentazione con le immagini tratte dal libro Patty Pravo - Foto di un mito, di Bruno Benedetto Giordano (Parioli Musica Editore - 1991) scattate a Patty Pravo durante i primi anni di successo, accompagnata dal sottofondo musicale del brano Concerto per Patty del 1969.

## Musicisti
- Franco Pisano: Arrangiamento
- Piero Pintucci: Direzione d'orchestra
- I Cantori Moderni di Alessandroni: Cori

## Tracce
1. Concerto per Patty – 12:22 – (testo di Gianni Meccia; musica di Bruno Zambrini)